# Benvenuto Cellini
|  | Aquest article tracta sobre l'artista italià. Si cerqueu l'òpera de Berlioz, vegeu «Benvenuto Cellini (Berlioz)». |

Benvenuto Cellini (3 de novembre del 1500 – 13 de febrer del 1571) va ser un orfebre, pintor, escultor, soldat i músic florentí del Renaixement. Va escriure Vita, la seva autobiografia, que ha estat traduïda al català per Loreto Busquets i publicada el 2019 per Edicions de la Ela Geminada.

## Biografia
Benvenuto Cellini va néixer a Florència, al si d'una família de terratinents de la Val d'Ambra durant tres generacions. Son pare, Giovanni Cellini, construïa i tocava instruments musicals. Sa mare era Maria Lisabetta Granacci. Els seus pares van tenir el primer fill divuit anys després de casar-se, Benvenuto en va ser el segon.
El pare volia que Benvenuto es dediquès a la construcció d'instruments, i va intentar entrebancar la seva inclinació envers el treball del metall. A quinze anys, son pare va acceptar a desgrat que entrés com a aprenent de l'orfebre, Antonio di Sandro, de sobrenom Marcone. Benvenuto, que ja havia cridat l'atenció en la seua ciutat natal, per escapolir-se del càstig després d'una baralla amb altres joves, va fugir durant sis mesos a Siena, on va treballar per a Fracastoro, un altre orfebre. Des d’allà es va traslladar a Bolonya, on va esdevenir un bon intèrpret de flauta i va fer progressos en l'art de l'orfebreria. Després de visitar Pisa i d'intentar dues vegades instal·lar-se de nou a Florència (on va ser visitat per l'escultor Torrigiano), se'n va anar a Roma, a l'edat de dinou anys.
Les primeres mostres del seu art a Roma van ser un cofre de plata, alguns canelobres de plata i un got per al bisbe de Salamanca, que el va recomanar favorablement al papa Climent VII. Posteriorment, va realitzar una de les seves obres més celebrades, el medalló d'or de "Leda i el cigne", amb el cap i el tors de Leda treballats en pedra, per encàrrec del gonfanoner Gabbriello Cesarino; aquest medalló actualment es troba a Viena. També va tornar a la pràctica de la música, concretament a la flauta, i va formar part del grup de músics de la cort del papa. En l'atac a Roma comandat pel conestable de Borbó, ocorregut immediatament després, la seva valentia i diligència van ser una prova clara de la seva lleialtat al pontífex. Si hom ha de creure el seu mateix relat dels esdeveniments, va ser ell qui va donar mort al Borbó, i posteriorment també va posar fi a la vida de Filibert de Châlon, príncep d'Orange. Se sap, però, que Orange no va morir fins al setge de Florència, l'any 1530.
Les seves gestes van facilitar la seva reconciliació amb els magistrats de Florència i va poder tornar-hi aviat. Allà va dedicar-se principalment a l'elaboració de medalles, les més famoses de les quals, executades poc després del seu retorn, són "Hèrcules i el lleó de Nemea", en or repussat, i "Atlas subjectant l'esfera", en or gravat. Aquesta darrera acabaria en possessió de Francesc I de França.
Des de Florència va traslladar-se a la cort del duc de Màntua i des d'ací de nou a Florència i a Roma, on no sols va ocupar-se en la realització de joies, sinó també en la fabricació dels motlles per a medalles privades i per a la seca papal. A Roma, l'any 1529 va matar l'assassí del seu germà. Immediatament després va haver de fugir a Nàpols a amagar-se arran d'una baralla amb un notari, ser Benedetto, a qui va ferir. Amb la influència de diversos cardenals va obtenir el perdó, i amb l'ascensió al tron papal de Pau III, va tornar a gaudir d'una posició de favor, tot això malgrat haver comès, més per accident que per malícia, un altre homicidi d'un orfebre.
Una altra vegada, les intrigues de Pierluigi Farnese, fill natural de Pau III, van obligar-lo a fugir de Roma vers Florència i Venècia, i una vegada més va ser rehabilitat amb més honors que abans. En tornar d'una visita a la cort de Francesc I, amb trenta-set anys, va ser empresonat amb l'acusació, aparentment falsa, d'haver furtat durant la guerra les gemmes de la tiara pontifical. Va romandre un temps confinat al castel Sant'Angelo. Va fugir-ne, va ser recapturat i tractat amb gran severitat, i passà un temps amb la por contínua de ser portat a morir al patíbul.
Finalment, però, va ser alliberat per intercessió de la muller de Pierluigi, i més especialment per la del cardenal d'Este de Ferrara, a qui va regalar una esplèndida copa. Durant un temps, va treballar en la cort de Francesc I a Fontainebleau i París, però, com que considerava que la duquessa d'Étampes estava en contra seu, i davant les intrigues de les favorites del rei no es podia usar l'espasa, com havia fet amb els seus enemics romans, va retirar-se amb gran disgust a Florència, l'any 1545, després de cinc anys de treballs sumptuosos i laboriosos i de recurrents gelosies i violències. A Florència va continuar produint obres d'art i implicant-se en exasperants baralles amb l'escultor Baccio Bandinelli, també de caràcter difícil.
La primera disputa entre els dos havia ocorregut pocs anys abans, quan el papa Climent VII va encarregar a Cellini encunyar les seves monedes. En un altercat referent al duc Cosimo, Bandinelli va estigmatitzar Benvenuto amb la greu acusació de sodomia, escridassant-lo Sta cheto, soddomitaccio! (Calla!, sodomita!). En la seva autobiografia, Cellini conta que s'hi va defensar, més que negant l'acusació, declarant-se indigne de practicar aquesta divina i reial diversió. Certament, el seu art, que exalta el cos de l'home jove, és testimoni de la seva estima per aquesta bellesa.
Cellini va ser acusat quatre vegades de sodomia, però a la seva autobiografia n'esmenta només una:
- A l'edat de 23 anys amb un noi anomenat Domenico di ser Giuliano da Ripa, acusació que es va saldar amb una petita multa, potser per la seua joventut.
- A París, un jove model i amant el va acusar d'usar-lo a "la manera italiana". És l'única acusació que ell admet en la seva autobiografia, potser perquè l'enfrontament amb el seu acusador davant dels tribunals va acabar amb la desestimació dels càrrecs.
- A Florència, l'any 1548, va ser acusat per una dona anomenada Margherita, per haver-se pres certes llibertats amb el seu fill, Vincenzo. Potser va ser una baralla privada, una d'aquelles davant les quals Cellini utilitzava el recurs de la fugida, i que no va cridar massa l'atenció.
- Finalment, l'any 1556, el seu aprenent Fernando, després de ser despatxat per una baralla, va acusar el seu patró, segons es pot llegir a la denúncia:

| «      | Cinque anni ha tenuto per suo ragazzo Fernando di Giovanni di Montepulciano, giovanetto con el quale ha usato carnalmente moltissime volte col nefando vitio della soddomia, tenendolo in letto come sua moglie. (Cinc anys ha tingut d'aprenent Fernando di Giovanni di Montepulciano, un jove a qui ha usat carnalment moltíssimes vegades amb el nefand vici de la sodomia, tenint-lo al llit com a muller.) | » |
| — 10px | |   |

Aquesta vegada, el càstig va ser dur: cinquanta escuts d'or de multa i quatre anys de presó, bescanviats per quatre anys d'arrest domiciliari gràcies a la intercessió dels Mèdici.
Se sap que Cellini va tenir diverses amants femenines entre les seves models, i que tingué un fill il·legítim amb una d’elles mentre vivia a França. Després d'un breu intent de carrera clerical l'any 1562, es va casar amb una serventa, amb la qual va tenir cinc fills, dels quals només un fill i dues filles li van sobreviure.
Cal destacar que les seues referències envers els seus models masculins, possiblement amants, són més tendres i afectuoses que les dedicades a dones, incloent-hi la seva muller. En les seues escultures, la figura de l'home és sempre més perfecta que la de la dona; per exemple, la Venus de Fontainebleau, tot i ser un treball seu notable, resulta poc convincent com a representació d'un cos de dona realista.
Durant la guerra amb Siena, Cellini va ser allistat per a enfortir les defenses de la ciutat. Tot i haver estat tractat amb gasiveria pels seus patrons ducals, es va guanyar l'admiració dels seus conciutadans per les magnífiques obres que va produir. Va morir a Florència l'any 1571 i va ser enterrat amb gran pompa a l'església de l'Annunziata. Durant la seva vida, va mantenir una germana viuda i les seves sis filles.

## Obra artística

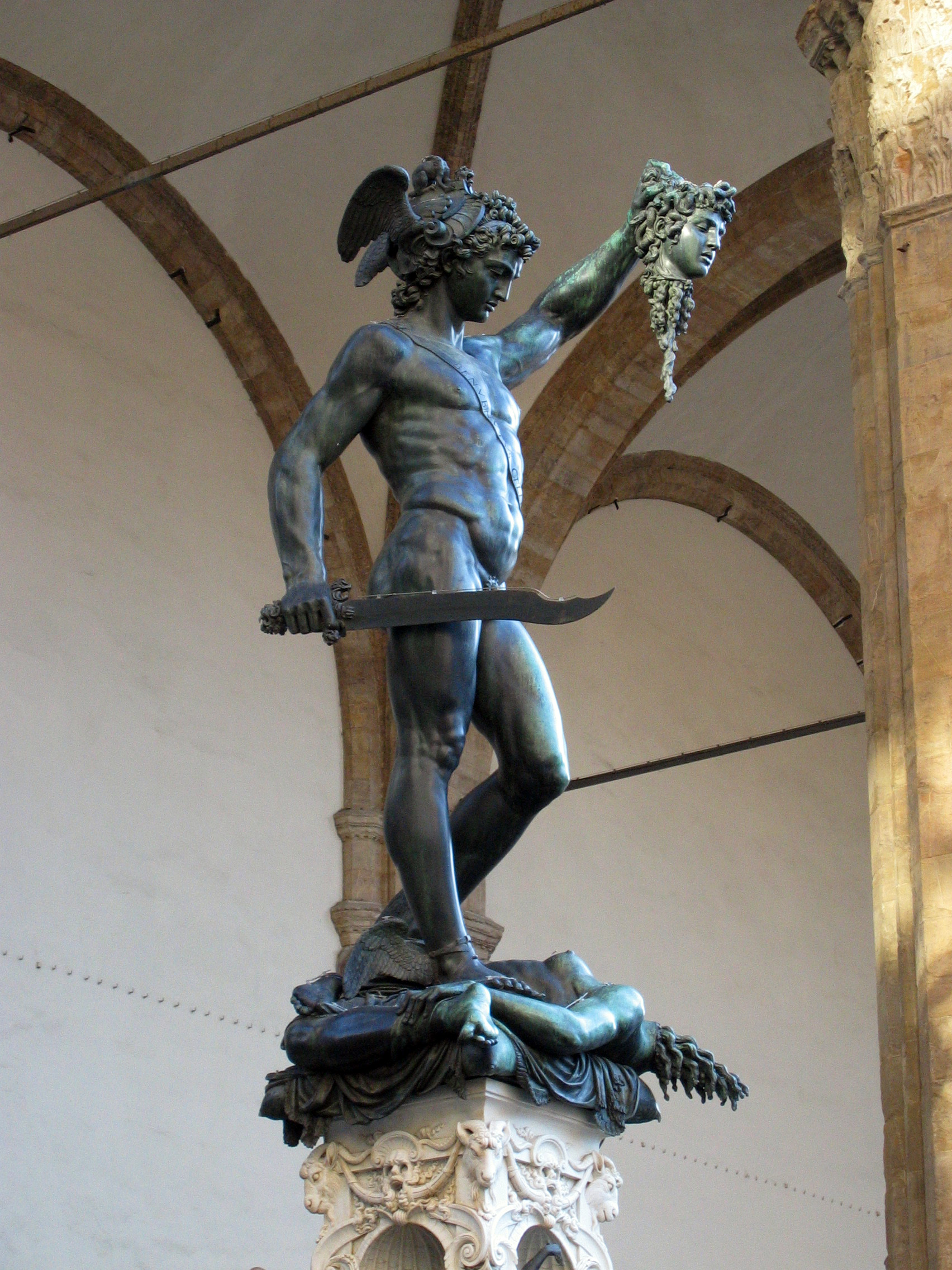
"Perseu amb el cap de la Medusa" a la loggia dei Lanzi, en un extrem de la piazza della Signoria de Florència; fotografia presa després de la neteja i restauració de l'estàtua.

A banda de les obres d'orfebreria, Cellini va crear escultures de gran escala. La més significativa d'aquestes és el treball en bronze "Perseu amb el cap de Medusa", una obra encàrrec del duc Cosme I de Mèdici, que actualment es troba a la loggia dei Lanzi de Florència. Perseu és una obra pletòrica del foc del geni i de la grandesa d'una terrible bellesa, un dels monuments més destacats del Renaixement italià. Cellini volia ultrapassar definitivament el David de Miquel Àngel i Judit i Holofernes de Donatello. Amb això, va aconseguir crear un dels punts culminants de l'escultura europea. El procés de creació li va suposar grans dificultats i angoixes; i la conclusió i exhibició de l'obra va ser saludada amb entusiastes mostres d'admiració provinents d’arreu. El relleu original del pedestal — Perseu i Andròmeda— es troba avui al Bargello, havent estat reemplaçat per una còpia.
El desembre de 1996, l'estàtua va ser retirada de la loggia i traslladada a la Galeria dels Uffizi per netejar-la i restaurar-la, després de segles d'exposició als agents atmosfèrics i a la pol·lució. Va ser un treball que va durar gairebé quatre anys, i l'estàtua no va ser restituïda al seu emplaçament original fins al juny del 2000.
Moltes de les seves obres són desaparegudes. Va realitzar un colossal Mart per a una font de Fontainebleau i els bronzes de l'entrada; monedes per a l'estat papal i per a Florència; un Júpiter de mida natural en plata i un bust de bronze de Bindo Altoviti. Les obres d'art decoratiu són d'estil marcadament ornamental.

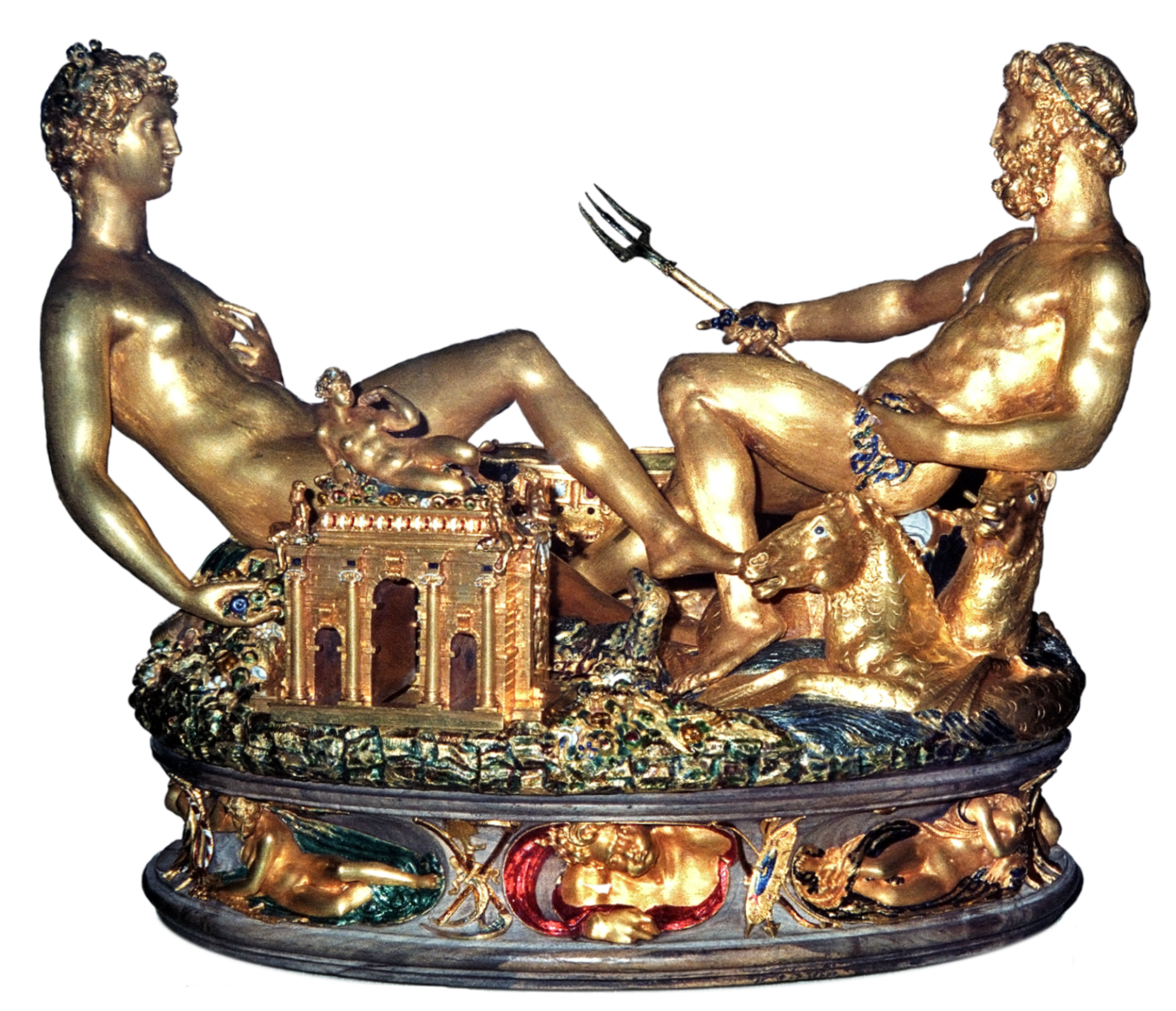
Saliera de Cellini.

A més de l'estàtua de Perseu i els medallons adés esmentats, entre les obres d'art que existeixen avui dia cal destacar un medalló del papa Climent VII en commemoració de la pau entre els prínceps cristians, l'any 1530, amb un bust del papa en el revers i una figura de la Pau calant foc a una pila d'armes davant de Janus, signat amb el nom de l'artista; una medalla de Francesc I de França amb el seu retrat, també signada; una medalla del cardenal Pietro Bembo; i el celebrat saler en or, esmalt i vori (conegut com la Saliera) fet per a Francesc I i actualment a Viena. Aquest objecte, d'un valor estimat l'any 2006 d'entre 35 i 50 milions d'euros, va ser robat del Kunsthistorisches Museum l'11 de maig del 2003. Aquesta intricada escultura de només 16 centímetres d'alçada està elaborada amb sorprenents i rics detalls que palesen una elevadíssima capacitat tècnica. Les principals figures són un déu de la mar i el cos d'una dona, ambdós nus i amb les seues cames entrellaçades: una representació simbòlica del planeta Terra. El lladre va escalar una bastida i va trencar una finestra per penetrar al museu. Les alarmes es van activar, però van ser ignorades com a falses, de manera que el robatori no va ser descobert fins a les 8:20 h del matí. El 21 de gener del 2006, la Saliera va ser recuperada per la policia austríaca.
Una de les més importants obres dels darrers anys de la carrera de Cellini fou un Crist a la creu de mida natural en vori. Tot i que, originalment, estava pensat per a la seva tomba, va ser venut a la família Mèdici, que el va donar a Felip II d'Espanya. Avui es pot contemplar el crucifix en el rerecor de la basílica del monestir de l'Escorial, on s'ha exhibit tradicionalment amb certes alteracions: l'afegit d'una corona d'espines i d'un perizoni.

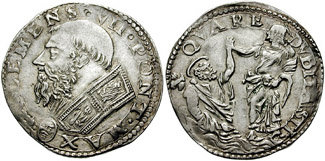
Monedes de Climent VII, dissenyades per Cellini.

Cellini, mentre va estar contractat en la seca papal a Roma durant el papat de Climent VII i posteriorment amb Pau III, va executar els motlles de diverses monedes i medalles, alguns dels quals encara es conserven. També va estar al servei d'Alessandro de Mèdici, primer duc de Florència, per a qui va fer, l'any 1535, una peça de quaranta "soldi" amb el bust del duc en una cara i les figures dels sants Cosme i Damià en l'altra. Alguns autors, a més, han atribuït a Cellini diversos relleus: "Júpiter abatent els gegants", "Lluita entre Perseu i Fineu", un "Gos", i altres.
Entre les obres importants desaparegudes, cal esmentar el calze inacabat que havia de ser per a Climent VII; una coberta d'or per a un llibre de pregàries com a regal del papa Pau III a Carles V (ambdues descrites abundantment en la seua autobiografia); grans estàtues de plata de Júpiter, Vulcà i Mart, fetes per a Francesc I durant la seva estada a París; un bust de Juli Cèsar i una copa de plata per al cardenal de Ferrara. La magnífica agulla o botó feta per Cellini per a la capa de Climent VII, la competició per la qual descriu ben gràficament a la seva autobiografia, sembla que va ser sacrificada pel papa Pius VI, amb molts altres valuosos objectes d'orfebreria, per pagar els 30.000.000 de francs demanats per Napoleó a la conclusió de la campanya contra els Estats Pontificis l'any 1797. D'acord amb les disposicions del tractat, el papa podia pagar fins a un terç de la suma en vaixella i joies. Afortunadament, a la sala d'art pictòric del Museu Britànic, hi ha tres aquarel·les d'aquesta esplèndida agulla, pintades per F. Bertoli, que van ser encarregades per un anglès anomenat Talman a la primera meitat del segle xviii. L'anvers i el revers, així com les vores, estan representades a mida natural, incloent-hi els detalls de les gemmes que hi contenia, amb un diamant que es considerava llavors el segon més gran del món.

### Llista d'obres de Cellini
| Imatge | Datació       | Nom                                                                       | Tècnica                                                                           | Localització | Observacions |
| ------ | ------------- | ------------------------------------------------------------------------- | --------------------------------------------------------------------------------- | --- | --- |
|        | 1523 ca.      | Camafeu antic amb biga                                                    | Restauració d'una peça antiga Or sobre calcedònia                                 | Museo archeologico nazionale (Florència)                                                                               | Cellini completà en or el fragment hel·lenístic conservat de calcedònia |
|        | 1525 ca.      | Carlino de Climent VII                                                    | Moneda Argent                                                                     | | Al revers, els sants Pere i Pau amb Crist |
|        | 1528-1530 ca. | Medalla amb Leda i el cigne                                               | Medalla per a birreta Or sobre lapislàtzuli 3,8 cm de diàmetre                    | Museo nazionale del Bargello (Florència)                                                                               | Per al gonfaloner Gabbriello Cesarino |
|        | 1528          | Segell del cardenal Ercole Gonzaga                                        | Segell Argent                                                                     | Perdut; se'n conserva un document amb l'empremta sobre cera a l'arxiu de la Curia vescovile de Màntua                  | |
|        | 1529          | Fermall per a la capa pluvial de Climent VII                              | Fermall Or, esmalt i pedres precioses                                             | Perdut | |
|        | 1533-1534     | Medalla de Climent VII                                                    | Medalla Argent daurat 4,8 cm de diàmetre                                          | Museo nazionale del Bargello (Florència) Staatliche Münzsammlung (Múnic) Museu Britànic (Londres)                      | Hi ha dues versions del revers: en una, una dona, al·legoria de la Pau, crema amb una torxa les armes que hi ha davant el temple de Janus, on es veu encadenada la Fúria; en la segona, Moisès toca amb la vara la roca per a fer-ne eixir aigua |
|        | 1535          | Testone d'Alexandre de Mèdici                                             | Moneda de quaranta sous Argent daurat 2,9 cm de diàmetre                          | Museo nazionale del Bargello (Florència) Staatliche Münzsammlung (Múnic) Museu Britànic (Londres)                      | Al revers, els sants Cosme i Damià |
|        | 1535 ca.      | Giulio d'Alexandre de Mèdici                                              | Moneda Argent 2,6 cm de diàmetre                                                  | Museo nazionale del Bargello (Florència) Staatliche Münzsammlung (Múnic)                                               | Amb el blasó dels Mèdici i, al revers, Sant Joan Baptista |
|        | 1535-1537     | Medalla d'Alexandre de Mèdici                                             | Medalla Argent 3,5 cm de diàmetre                                                 | Museo nazionale del Bargello (Florència)                                                                               | Al revers, inscripció amb el lema Solatia luctus, exigua ingentis |
|        | 1537 ca.      | Medalla de Pietro Bembo                                                   | Medalla Argent 5,6 cm de diàmetre                                                 | Museo nazionale del Bargello (Florència)                                                                               | Al revers, els sants Pere i Pau |
|        | 1537 ca.      | Medalla de Francesc I de França                                           | Medalla Bronze 4,2 cm de diàmetre                                                 | Museo nazionale del Bargello (Florència) Staatliche Münzsammlung (Múnic) Museu Britànic (Londres) Bode Museum (Berlín) | Al revers, un guerrer a cavall colpeja la Fortuna |
|        | 1537 ca.      | Medalla de Francesc I de França                                           | Medalla Plom 4,2 cm de diàmetre                                                   | Fitzwilliam Museum (Cambridge)                                                                                         | |
|        | 1540          | Segell del cardenal Ippolito d'Este                                       | Segell Empremta sobre plom 11 x 8 cm                                              | Musée des beaux-arts (Lió)                                                                                             | Segell ovalat, amb relleu de Sant Joan Baptista predicant i, al costat, escena de Sant Ambròs a cavall derrotant els arrians |
|        | 1540 ca.      | Model per a una estàtua de Juno                                           | Estatueta Bronze                                                                  | Col·lecció particular                                                                                                  | |
|        | 1540-1543     | Saler per a Francesc I de França                                          | Objecte Or, ivori i esmalts 26 x 33,5 cm                                          | Kunsthistorisches Museum (Viena)                                                                                       | Amb figures de Neptú i la Terra asseguts |
|        | 1542-1543     | Sàtir                                                                     | Estatueta Bronze 56,8 x 8,9 x 8,4 cm                                              | Getty Museum (Los Angeles)                                                                                             | Concebuda per a la Porta Daurada del palau de Fontainebleau Fosa per un artista desconegut a partir del model de cera de Cellini |
|        | 1542-1543     | Sàtir                                                                     | Estatueta Bronze 144,8 × 48,3 × 26,9 cm                                           | Royal Collection Trust (Londres)                                                                                       | Concebut per a la Porta Daurada del palau de Fontainebleau Fosa per un artista desconegut a partir del model de cera de Cellini |
|        | 1542-1543     | Nimfa de Fontainebleau                                                    | Timpà per a porta Bronze 205 x 409 cm                                             | Musée du Louvre (París)                                                                                                | Concebut per al timpà de la Porta Daurada del palau de Fontainebleau |
|        | 1542-1545     | Victòries                                                                 | Relleus per a carcanyols Calcs de guix d'originals perduts de bronze 137 x 139 cm | Musée du Louvre (París)                                                                                                | Concebut per a decorar els carcanyols de la Porta Daurada del palau de Fontainebleau |
|        | 1542-1553     | Perseu amb el cap de Medusa                                               | Estàtua Bronze sobre pedestal de marbre 320 cm; amb el pedestal: 601 cm           | Llotja dels Lanzi (Florència)                                                                                          | |
|        |               | Perseu amb el cap de Medusa                                               | Estàtua Bronze 320 cm                                                             | Llotja dels Lanzi (Florència)                                                                                          | |
|        |               | Base del Perseu                                                           | Pedestal amb relleus i escultures Marbre, amb estàtues i relleus de bronze 320 cm | Museo nazionale del Bargello (Florència) A la Llotja dels Lanzi n'hi ha una rèplica                                    | |
|        |               | Perseu allibera Andròmeda                                                 | Relleu per al pedestal Bronze 80 x 90 cm                                          | | |
|        |               | Júpiter                                                                   | Estàtua per al pedestal Bronze                                                    | | |
|        |               | Minerva                                                                   | Estàtua per al pedestal Bronze                                                    | | |
|        |               | Dànae i Perseu                                                            | Estàtua per al pedestal Bronze                                                    | | |
|        |               | Mercuri                                                                   | Estàtua per al pedestal Bronze                                                    | | |
|        | 1545-1546     | Gos llebrer (Saluki)                                                      | Relleu Bronze 18 x 27,8 cm                                                        | Museo nazionale del Bargello (Florència)                                                                               | |
|        | 1545-1547     | Cosme I de Mèdici                                                         | Bust Bronze 110 cm                                                                | Museo nazionale del Bargello (Florència)                                                                               | |
|        | 1545-1547     | Rapte de Ganímedes                                                        | Estàtua Bronze 62 cm                                                              | Museo nazionale del Bargello (Florència)                                                                               | Atribuït per l'estil; l'obra no és esmentada en l'autobiografia de Cellini |
|        | 1546-1550 ca. | Bindo Altoviti                                                            | Bust Bronze 82,5 cm; 105 amb el pedestal                                          | Isabella Stewart Gardner Museum (Boston)                                                                               | |
|        | 1548          | Cavall per a Alexandre i Bucèfal o Cavaller del tipus Demetri Poliorcetes | Estatueta Bronze 21 cm                                                            | Museo archeologico nazionale (Florència)                                                                               | Cellini fa el cavall per a col·locar-hi un original romà antic del s. III a. C. |
|        | 1548-1550     | Ganímedes                                                                 | Estàtua Marbre 105,5 cm                                                           | Museo nazionale del Bargello (Florència)                                                                               | |
|        | 1548-1557     | Apol·lo i Jacint                                                          | Estàtua Marbre 191 cm                                                             | Museo nazionale del Bargello (Florència)                                                                               | |
|        | 1548-1557     | Narcís                                                                    | Estàtua Marbre 149 cm                                                             | Museo nazionale del Bargello (Florència)                                                                               | |
|        | 1549-1571     | Cosme I de Mèdici                                                         | Bust Marbre 96,5 cm                                                               | California Palace of the Legion of Honor (San Francisco)                                                               | Esculpit a partir del bust de bronze |
|        | 1550 ca.      | Flascó                                                                    | Objecte Ferro amb or i argent 33 cm                                               | Collezione Urbano Quinto (Novara)                                                                                      | |
|        | 1550-1555     | Clau                                                                      | Objecte Ferro cisellat 11 cm                                                      | Collezione Urbano Quinto (Novara)                                                                                      | |
|        | 1556-1562     | Crucifix                                                                  | Escultura Marbre 185 cm                                                           | Monestir de l'Escorial (San Lorenzo del Escorial)                                                                      | En una capella de l'església |
|        | 1562 ca.      | Neptú amb dos cavalls marins                                              | Estatueta Bronze 24,1 cm                                                          | North Carolina Museum of Art (Raleigh, Carolina del Nord)                                                              | |
|        | 1563-1569     | Projecte per a un segell de l'Accademia del Disegno de Florència          | Dibuix sobre paper                                                                | British Museum (Londres)                                                                                               | |
|        | 1568-1570 ca. | Francesc I de Mèdici                                                      | Model per a estàtua Cera 7,7 x 5,4 cm                                             | Museo nazionale del Bargello (Florència)                                                                               | |
|        | 1570 ca.      | Morrió i escut per a Francesc I de Mèdici                                 | Armes Ferro argentat 37 cm (casc) i 76 cm (escut)                                 | Staatliche Kunstsammlungen (Dresden)                                                                                   | Atribuït a Cellini i el seu taller |
|        |               | La Tardor                                                                 | Estatueta Bronze                                                                  | Palazzo Vecchio (Florència)                                                                                            | Atribuït De la col·lecció llegada per Charles Loeser |

## Cellini en la literatura
No menys característica d'aquest indomable i esplèndidament dotat artista és la seva autobiografia, Vita, que va començar a escriure a Florència al voltant del 1558 —un producte de la seua increïble energia, resolució i esperit rebel, que descriu una de les més singulars carreres en els annals de les belles arts. Els seus amors i odis, les seves passions i plaers, el seu gust per tot allò sumptuós i exquisit en l'art, l’autoadmiració i autoafirmació en si mateix, mesclades amb extravagàncies impossibles de creure, però també difícils de ser considerades falsedats conscients, fan d'aquesta obra un dels llibres més singulars i fascinants mai escrits. Ha estat traduïda al català per Loreto Busquets i publicada el 2019 per Edicions de la Ela Geminada.
Cellini no sols hi descriu les estranyes i variades aventures que va protagonitzar i que breument s'han exposat adés, sinó el seu pensament a propòsit d'aquestes. Per exemple, la seua sincera complaença davant d'un perfecte homicidi que va cometre a París:
| «      | Quan certes decisions dels tribunals em van ser trameses per aquells advocats, i com que jo percebia que la meua causa havia estat perduda injustament, vaig haver de recórrer en la meua defensa a una gran daga que posseïa; perquè durant molt de temps m'havia agradat col·leccionar bones armes. El primer home que vaig atacar era un demandant que m'havia acusat; i una tarda el vaig ferir a les cames i als braços tan severament, però amb molta cura de no matar-lo, que el vaig deixar desproveït de l'ús d'ambdues extremitats. Llavors vaig buscar l'altre demandant que havia posat la denúncia en companyia del primer, i actuant de la mateixa manera el vaig matar. | » |
| — 10px | |   |

Hi ha parts de la narració que són evidents invencions, com la legió de dimonis que va invocar al Colosseu en companyia d'un mag, després que una de les seues innombrables amants haguera estat separada d'ell amb arts màgiques per la mare d'ella; el meravellós halo de llum que envoltava el seu cap a l'alba i al capvespre després del seu empresonament a Roma i les seues visions sobrenaturals i l'angèlica protecció durant aquest episodi advers; així com que va ser enverinat en dues ocasions. Si no té mesura a insultar certes persones, tampoc mostra límits lloant d'altres.
L'autobiografia es considera un clàssic, i generalment és vista com una de les autobiografies més vigoroses i, sense dubte, com la més important d'un personatge del Renaixement. Cellini també va escriure tractats d'orfebreria, escultura i dibuix.
La vida de Cellini també va inspirar el novel·lista francès Alexandre Dumas (pare). Dumas, autor de nombroses novel·les històriques, va escriure Ascanio, basada en la vida de Cellini. Transcorre en els anys de l'estada de Cellini a França, treballant per a Francesc I i se centra en la vida d'Ascanio, un aprenent de Cellini. Dumas, mestre en la construcció de complicats i efectius arguments, introdueix en aquest cas una història amb Cellini, la duquessa d'Étampes i altres membres de la cort. Cellini és retratat com un home apassionat i complicat, turmentat per les dificultats d'una vida sota el "patronatge" d'una cort falsa i, en certa manera, cínica.
A més de l'òpera d'Hector Berlioz, Cellini també va inspirar un musical de Broadway, The Firebrand of Florence, amb llibret d'Ira Gershwin i música de Kurt Weill, amb Lotte Lenya (muller de Weill) com una de les conquestes de l'escultor. L'obra, però, no va resultar un èxit, i estigué sobre l'escenari només un mes, tot i que algunes de les seues cançons s'han seguit interpretant aïllades. Va ser l'última gran col·laboració entre Weill i Gershwin, l'obra conjunta més coneguda dels quals és Lady in the Dark (1941).